# Système hiérarchique
Un système hiérarchique est un système multiple d'étoiles et de planètes répartis en plusieurs sous-systèmes imbriqués. Une diversité importante de structures existe (voir les exemples).

## Explication détaillée sur un exemple
Prenons l'exemple du système stellaire et planétaire Alpha Centauri. Le premier niveau est le système global Alpha Centauri (Alpha Centauri AB-C). Celui-ci peut être subdivisé en deux sous-ensembles (deuxième niveau) : d'un côté, le « cœur » du système, Alpha Centauri AB, et d'un autre l'étoile naine rouge Proxima Centauri (Alpha Centauri C). Ce premier sous-système peut à son tour être subdivisé en deux (troisième niveau) : d'un côté l'étoile naine jaune Alpha Centauri A, et de l'autre le système planétaire Alpha Centauri B. Ce dernier, à son tour, est composé de potentiellement trois membres (quatrième niveau) : la naine orange Alpha Centauri Ba et les planètes Alpha Centauri Bb (existence contestée en 2015,) et Alpha Centauri Bc. En résumé, on a la structure hiérarchique suivante :

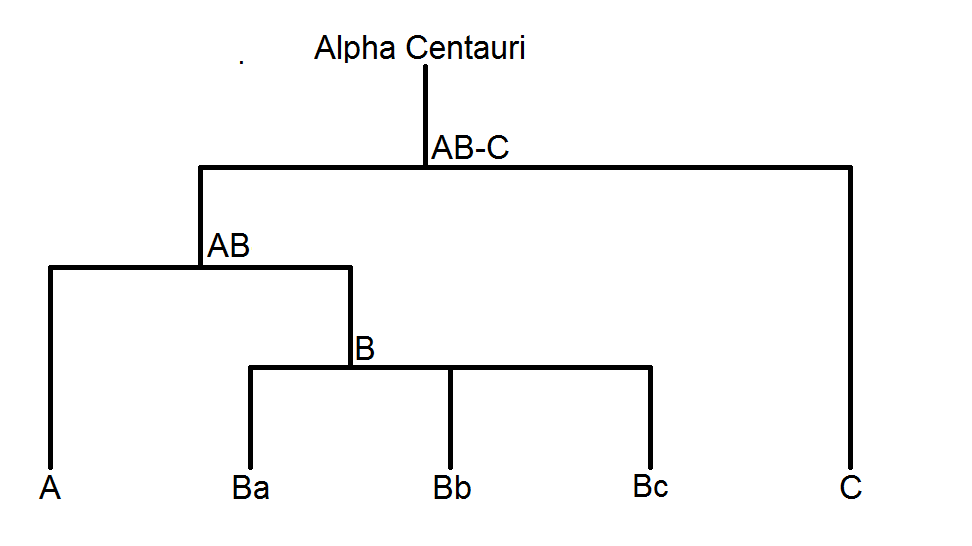

## Le Système solaire
Le Système solaire peut aussi être vu comme un système hiérarchique complexe. Le premier niveau, comme toujours, est le système dans son ensemble. Au niveau deux se trouvent de nombreux membres : le Soleil, Mercure, Vénus, le système Terre-Lune, le système jovien, le système des autres planètes, le système plutonien, les systèmes des autres planètes naines, et les systèmes des nombreux « petits corps ». Prenons un unique exemple de ces systèmes de deuxième niveau : le système Terre-Lune. La Terre et la Lune, corps composants le système Terre-Lune, sont donc des objets de troisième niveau à l'échelle du Système solaire.

## Exemples

### Systèmes à trois corps
Avec trois corps, trois types de systèmes sont possibles :
- un système non hiérarchique : un corps central avec deux autres qui tournent autour, comme une étoile entourée de deux planètes ;
- et deux hiérarchiques :
  - une paire centrale avec un troisième corps qui tourne autour,
  - un corps central avec une paire qui tourne autour).

### Systèmes à quatre corps

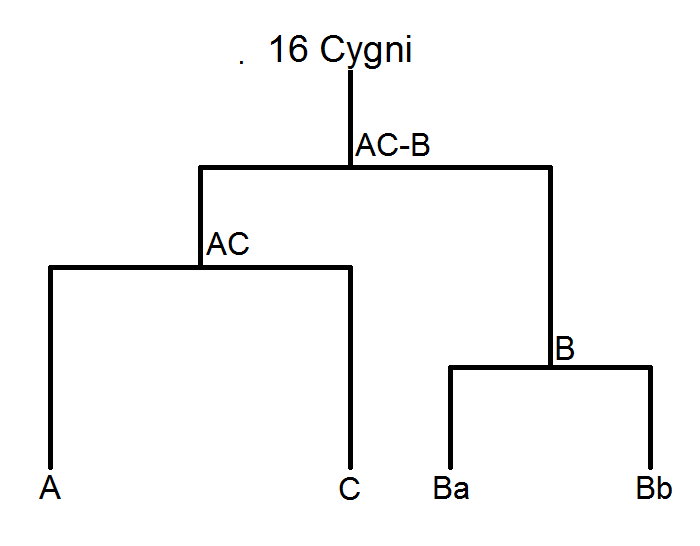
Le système 16 Cygni (structure du type « 2×2 » = « 2+2 ») : une étoile centrale (A) autour de laquelle orbite une autre étoile plus petite (C), le tout entouré par un système composé d'une étoile (Ba) et de sa planète (Bb).

### Systèmes à cinq corps

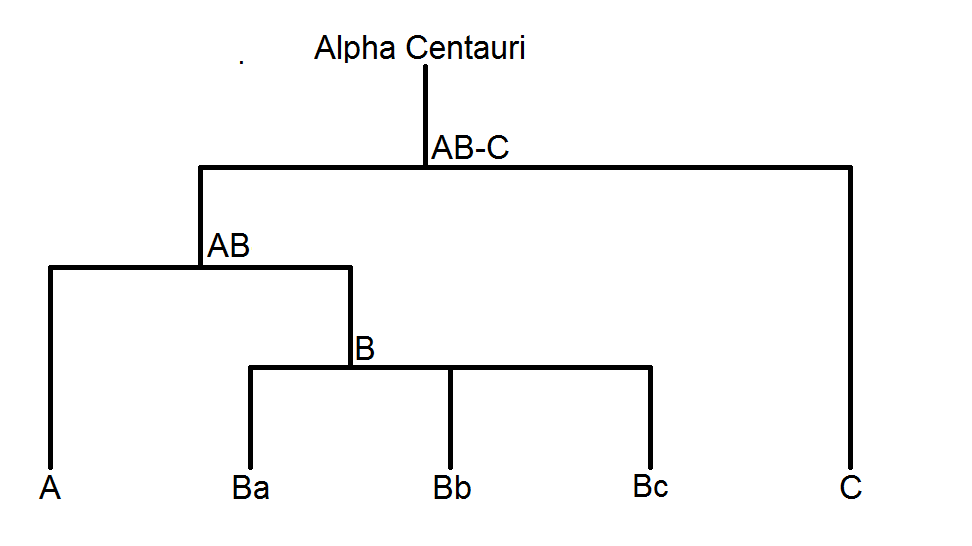
Le système Alpha Centauri (structure du type « [3+1]+1 ») : une paire d'étoiles centrales (A et Ba), dont une avec deux planètes potentielles (Bb et Bc), le tout orbité par une troisième étoile (C).
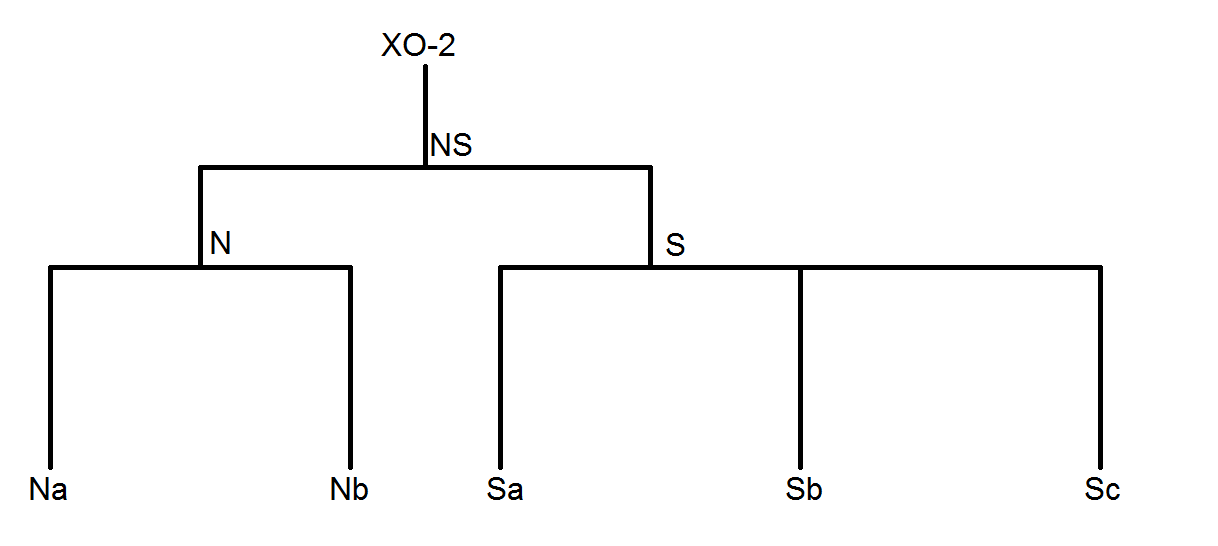
Le système XO-2 (structure du type « 2+3 ») : deux étoiles (Na et Sa), la première entourée d'une planète (N b), la seconde de deux planètes (S b et S c).
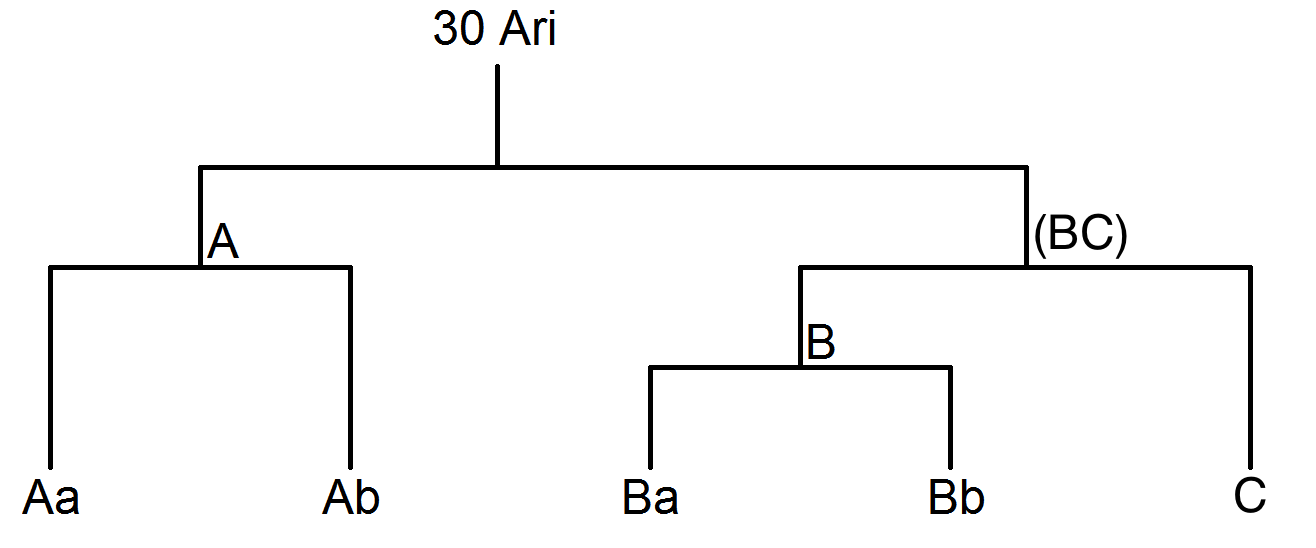
Le système 30 Arietis (structure assez similaire à celle de XO-2, du type « 2+[2+1] ») : un système stellaire « double double » (étoiles : Aa et Ab, et Ba et "?"), avec une des étoiles (Ba) entourée d'une planète (Bb).

### Systèmes à six corps ou plus

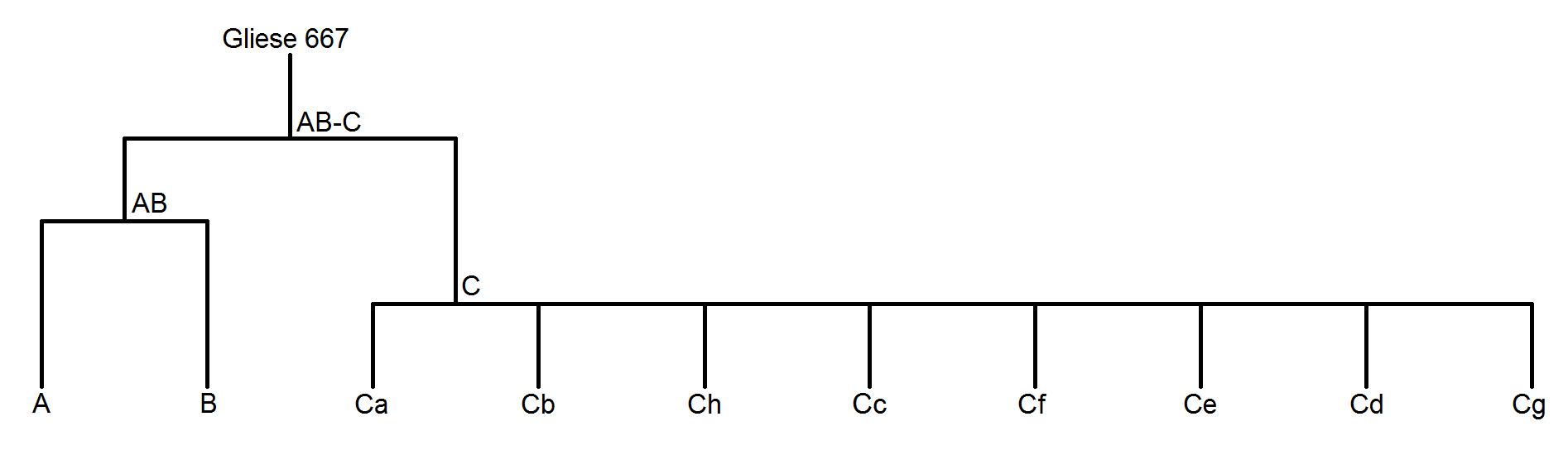
Le système Gliese 667 (structure du type « 2+8 ») : une paire d'étoiles centrales (A et B), le tout entouré par une troisième étoile (Ca) hébergeant sept planètes (Cb à Ch).